# Opolski Festiwal Skoków 2021
XV Opolski Festiwal Skoków – 15. edycja zawodów lekkoatletycznych, która odbyła się w dwóch etapach: w dniach 11–12 czerwca 2021 roku w etapie krajowym, który był formą eliminacji dla seniorów oraz 12 września 2021 roku w etapie międzynarodowym, w którym zwycięzcy zostali uznani za ostatecznych triumfatorów konkurencji. Oba etapy odbyły się na Stadionie im. Opolskich Olimpijczyków w Opolu. Zawodnicy brali udział w konkurencji skoku wzwyż.

## Wyniki

### Etap krajowy
| Konkurencja              | 1. miejsce           | Wynik  | 2. miejsce         | Wynik  | 3. miejsce         | Wynik  |
| Skok wzwyż mężczyzn      | Marcin Jachym        | 2,02 m | Maksymilian Glazik | 2,02 m | Gracjan Wiśniewski | 1,98 m |
| Skok wzwyż kobiet        | Wiktoria Miąso       | 1,80 m | Paulina Wal        | 1,70 m | Patrycja Skoczylas | 1,65 m |
| Skok wzwyż kobiet        | Wiktoria Miąso       | 1,80 m | Paulina Wal        | 1,70 m | Weronika Stefaniuk | 1,65 m |
| Skok wzwyż kobiet        | Wiktoria Miąso       | 1,80 m | Paulina Wal        | 1,70 m | Monika Przybył     | 1,65 m |
| Skok wzwyż juniorów U-18 | Cezar Sidya          | 2,08 m | Kewin Małek        | 2,06 m | Jakub Wilczewski   | 1,85 m |
| Skok wzwyż juniorek U-18 | Hanna Grabowska      | 1,80 m | Katarzyna Kokot    | 1,76 m | Julia Piędziak     | 1,72 m |
| Skok wzwyż juniorów U-20 | Mateusz Kołodziejski | 2,06 m | Jakub Nielub       | 2,02 m | Igor Fiała         | 1,98 m |
| Skok wzwyż juniorek U-20 | Adrianna Litwin      | 1,70 m | Anna Gałka         | 1,70 m | Alicja Wysocka     | 1,65 m |

### Etap międzynarodowy
| Konkurencja         | 1. miejsce        | Wynik  | 2. miejsce      | Wynik  | 3. miejsce       | Wynik  |
| Skok wzwyż mężczyzn | Norbert Kobielski | 2,27 m | Andrij Procenko | 2,24 m | Dmytro Jakowenko | 2,16 m |
| Skok wzwyż kobiet   | Kamila Lićwinko   | 1,90 m | Wiktoria Miąso  | 1,86 m | Katarzyna Kokot  | 1,78 m |